# Dmytro Baranowskyj
Dmytro Baranowskyj (ukrainisch Дмитро Барановський, engl. Transkription Dmytro Baranovskyy; * 28. Juli 1979) ist ein ukrainischer Langstreckenläufer, der sich auf den Marathon spezialisiert hat.
2003 war er Fünfter beim Frankfurt-Marathon, 2005 belegte er denselben Platz beim Hamburg-Marathon. Im selben Jahr kam der Durchbruch beim Fukuoka-Marathon, den er mit dem ukrainischen Landesrekord von 2:08:29 gewann.
2006 wurde er Dritter beim Vienna City Marathon und verbesserte in Fukuoka als Zweiter hinter Haile Gebrselassie seinen Rekord auf 2:07:15.